# Lijst van county's in Maine
De Amerikaanse staat Maine is onderverdeeld in 16 county's.

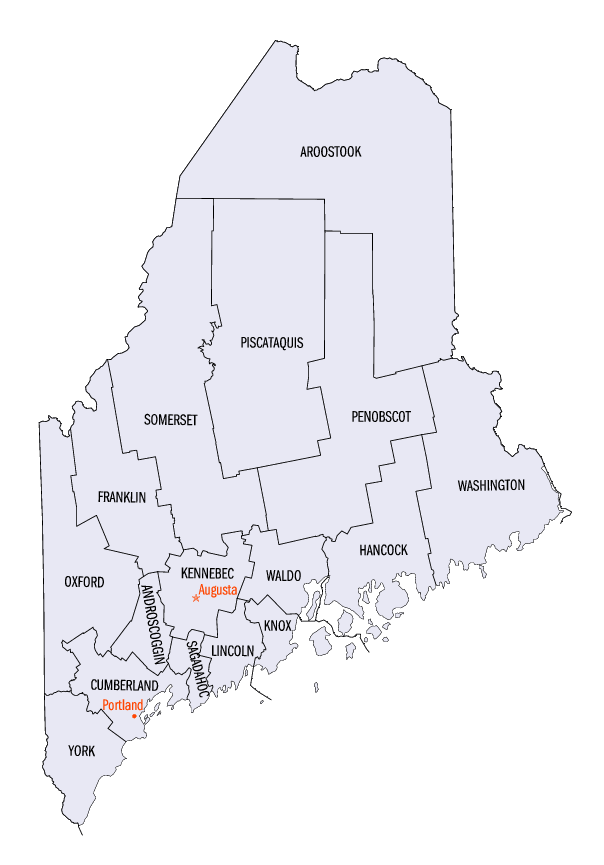
County's van Maine

| County       | Inwoners 1 juli 2007 | Hoofdplaats    | Inwoners 1 juli 2007 |
| ------------ | -------------------- | -------------- | -------------------- |
| Androscoggin | 106.815              | Auburn         | 23.203               |
| Aroostook    | 72.047               | Houlton        | 5140                 |
| Cumberland   | 275.374              | Portland       | 62.825               |
| Franklin     | 29.927               | Farmington     | 4159                 |
| Hancock      | 53.278               | Ellsworth      | 7070                 |
| Kennebec     | 120.839              | Augusta        | 18.367               |
| Knox         | 40.781               | Rockland       | 7480                 |
| Lincoln      | 34.800               | Wiscasset      | 1242                 |
| Oxford       | 56.734               | Paris          | 4969                 |
| Penobscot    | 148.784              | Bangor         | 31.853               |
| Piscataquis  | 17.180               | Dover-Foxcroft | 2582                 |
| Sagadahoc    | 36.387               | Bath           | 8959                 |
| Somerset     | 51.658               | Skowhegan      | 6796                 |
| Waldo        | 38.511               | Belfast        | 6754                 |
| Washington   | 32.751               | Machias        | 1329                 |
| York         | 201.341              | Alfred         | 2848                 |

Alabama · Alaska · Arizona · Arkansas · Californië · Colorado · Connecticut · Delaware · Florida · Georgia · Hawaï · Idaho · Illinois · Indiana · Iowa · Kansas · Kentucky · Louisiana · Maine · Maryland · Massachusetts · Michigan · Minnesota · Mississippi · Missouri · Montana · Nebraska · Nevada · New Hampshire · New Jersey · New Mexico · New York · North Carolina · North Dakota · Ohio · Oklahoma · Oregon · Pennsylvania · Rhode Island · South Carolina · South Dakota · Tennessee · Texas · Utah · Vermont · Virginia · Washington · West Virginia · Wisconsin · Wyoming